# Saskia Radzuweit
Saskia Radzuweit est une joueuse allemande de volley-ball née le 12 mai 1991 à Hambourg. Elle mesure 1,83 m et joue au poste d'attaquante. 

## Clubs
| Club               | De        | À         |
| ------------------ | --------- | --------- |
| CVJM Hamburg       |           | 2006-2007 |
| VT Aurubis Hamburg | 2007-2008 | 2012-2013 |
| Köpenicker SC      | 2013-2014 | 2014-2015 |
| VT Aurubis Hamburg | 2015-2016 | 2017-2018 |
| ETV Hamburg        | 2020-2021 | …         |